# OL开始当女公关
雖然是OL，但是剛開始是當女公關（日语：OLですが、キャバ嬢はじめました）是2016年6月20日起於每日放送和TBS電視台播出的電視劇，由倉持明日香、石川梨華、福士誠治等人主演。內容主要描述一名普通上班族女初入女公關行業，逐步變成頂級女公關的過程。

## 演員列表

### 主要人物
| 演員       | 角色       | 介紹                                                    |
| 倉持明日香 | 小泉菜奈子 | 原本是廣告代理商上班族。 在女公關店的名字為「奈奈子」。 |
| 福士誠治   | 織田       | 女公關店店長。                                          |
| 石川梨華   | 姫乃       | 第一名的女公關，小泉菜奈子的目標。                      |
| 永田薫     | カオル     | 公關店的黑服。                                          |

### 客串角色
| 演員       | 角色     | 介紹                       |
| 坂田聰     | 宮本     | 小泉菜奈子上班公司的課長。 |
| 橋爪遼     | 横山保   | 小泉菜奈子的男朋友。       |
| 波岡一喜   | 川口宏之 | 知名雜誌編輯。             |
| 天乃舞衣子 | 小梅     | 第2名的女公關。            |
| 片山萌美   | 瑪莉     | 第3名的女公關。            |
| 高橋胡桃   | 涼花     | 第4名的女公關。            |
| 奥仲麻琴   | めぐみ   | 第5名的女公關。            |
| 成瀨瑛美   | アリス   | 第6名的女公關。            |
| 筧美和子   | カズミ   | 第7名的女公關。            |

## 播出日程及收視率
- 收視率最高值以紅色表示，收視率最低值以蓝色表示。

| 集數 | 播出日期  | 中日文標題                     | 收視率 |
| ---- | --------- | ------------------------------ | ------ |
| 1    | 2018/6/20 | 私、キャバ嬢はじめます！       |        |
| 2    | 2018/6/27 | キターヽ(´∀｀*)ﾉ初めてのご指名 |        |
| 3    | 2018/7/4  | これぞ“大奥の世界”なのだ       |        |
| 4    | 2018/7/18 | 恋か？仕事か？                 |        |

## 外部連結
- 官方連結（页面存档备份，存于） （日語）
- 同名網路漫畫（页面存档备份，存于） （日語）